# Cyclorama (tentoonstelling)
Het begrip cyclorama ontstond in de 19e eeuw, het werd gebruikt voor geschilderde taferelen van landschappen, stadsgezichten en historische gebeurtenissen. Deze voorstellingen werden afgebeeld op een lange strook doek of papier die op een toneel tussen twee vertikale assen werd af- en opgerold. Het langzaam bewegende cyclorama kan als een voorloper van de filmvoorstelling worden beschouwd. De afbeeldingen waren scènes van imposante en exotische landschappen, de voorstelling was een virtuele reis die in het midden van de 19e eeuw erg veel publiek aantrok. Gewoonlijk werd het vertoonde begeleid door een verteller die toelichting gaf bij wat er te zien was, een orkestje kon zorgen voor de muzikale omlijsting.

Het cyclorama is met het panorama en het diorama een van de visuele innovaties van de negentiende eeuw. Het verschil met het panorama is dat de toeschouwer daar in het centrum van de voorstelling staat (zoals in het Panorama Mesdag), terwijl het publiek van het cyclorama en het diorama in een soort theater zat; het diorama gaf een stilstaande voorstelling, het cyclorama een bewegende. Er zijn nog ongeveer vijftien van zulke 'filmische' 19e-eeuwse cyclorama-voorstellingen bewaard gebleven, de meeste in de Verenigde Staten. Het Rijksmuseum Amsterdam bewaart fragmenten van een bijzonder groot cyclorama, het Reuzen-Cyclorama van Ferdinand Reichardt. Oorspronkelijk had dat een lengte van anderhalve kilometer (het doek was 180 cm hoog). In 2018 zijn daarvan 58 meter teruggevonden en gerestaureerd. Het Reuzen-Cyclorama is kunstig schilderwerk op papier en verbeeldt een schilderachtige en spectaculaire ontdekkingsreis die begint in de Alpen en ver in Italië eindigt.
Het doek van zo'n 'bewegend' cyclorama was betrekkelijk gemakkelijk te vervoeren, er kon mee worden gereisd, zodat op veel plaatsen voorstellingen konden worden gegeven. Met het Reuzen-Cyclorama gebeurde dat tussen 1853 en 1855 in Nederland, België en Groot-Brittannië. Ook met de schilderingen voor een panorama werd overigens gereisd, hoewel het op- en afbouwen van zo'n vaste opstelling uiteraard omslachtiger was dan voor een cyclorama, dat hoefde immers alleen maar op een toneel te worden op- en afgerold.

Verwarrend is dat de begrippen cyclorama en panorama wel als synoniemen worden gebruikt, vooral in het Angelsaksische taalgebied. Dat is bijvoorbeeld gebeurd met het Cyclorama van Jeruzalem, een doek van 14 x 110 meter in een vaste opstelling waar de toeschouwer in het midden staat. 
Het begrip cyclorama heeft in de hedendaagse film- en fotoindustrie  met de cyclorama-muur (cyc wall, cyc-scherm) een nieuwe betekenis erbij gekregen.